# Sigrun Hrafnsdottir
Sigrun Hrafnsdottir es una deportista islandesa que compitió en natación adaptada. Ganó una medalla de bronce en los Juegos Paralímpicos de Atlanta 1996 en la prueba de 50 m libre (clase MH).

## Palmarés internacional
| Juegos Paralímpicos | Juegos Paralímpicos      | Juegos Paralímpicos | Juegos Paralímpicos |
| Año                 | Lugar                    | Medalla             | Prueba              |
| ------------------- | ------------------------ | ------------------- | ------------------- |
| 1996                | Atlanta (Estados Unidos) | Medalla de bronce   | 50 m libre MH       |